# Hilton (Nowy Jork)
Hilton – wieś w Stanach Zjednoczonych, w stanie Nowy Jork, w hrabstwie Monroe.